# Fatima Whitbread
Fatima Whitbread, née le 3 mars 1961 à Stoke Newington, est une ancienne athlète britannique, spécialiste du lancer du javelot. Sa mère, une Chypriote turque, l'a abandonnée à la naissance à Londres.

## Carrière
Elle détient avec 76,64 m le record des Championnats du monde d'athlétisme pour l'ancien modèle de javelot, record réalisé lors du son titre mondial à Rome en 1987. 
Son record personnel est de 77,44 m, obtenu lors des Championnats d'Europe d'athlétisme 1986.
Dès le 13 novembre 2011 elle est en compétition dans le jeu de télé réalité I'm a Celebrity... Get Me Out of Here! 11 sur ITV.

### Palmarès
| Date | Compétition                   | Lieu        | Résultat | Performance |
| ---- | ----------------------------- | ----------- | -------- | ----------- |
| 1979 | Championnats d'Europe juniors | Bydgoszcz   | 1re      | 58,20 m     |
| 1982 | Championnats d'Europe         | Athènes     | 8e       | 65,10 m     |
| 1983 | Championnats du monde         | Helsinki    | 2e       | 69,14 m     |
| 1984 | Jeux olympiques               | Los Angeles | 3e       | 67,14 m     |
| 1986 | Championnats d'Europe         | Stuttgart   | 1re      | 77,44 m     |
| 1987 | Championnats du monde         | Rome        | 1re      | 76,64 m     |
| 1988 | Jeux olympiques               | Séoul       | 2e       | 70,32 m     |